# 别儿哥
別兒哥（羅馬化：Berke Khan，意为「顽固」；13世纪1208年后—1266年），金帳汗國的君主之一，正式名稱是納速剌丁·摩訶末·別兒哥汗。統治期間為1257年－1266年。別兒哥是朮赤三子，即拔都的弟弟，成吉思汗的孫子，在他統馭期間，汗國的區域擴及鹹海與裏海北部與中亞西部，他在布哈拉也有五千戶百姓的管理權。並佔領今東歐和中歐部分地區。母亲是苏丹可敦（札蘭丁之姐妹）。
1235年跟随拔都西征。1237年，攻掠莫尔多维亚。1238年，攻打钦察，俘获阿儿主马黑等军事首领。他曾在1239年于库班与捷列克河打败最后一批钦察人与蔑兒乞。1242年，听说窝阔台去世而撤军。贵由死后，他和弟弟秃花帖木儿被拔都指派扈从蒙哥。1251年，参与拥戴蒙哥为大汗。1252年，因功封赐曲儿只。1253年到罗斯统计户口。拔都死后，继任的撒里答、乌剌黑赤先后去世，他摄行国事。1257年，蒙哥封他为朮赤兀鲁思的汗（钦察汗）。
別兒哥是金帳汗國首位改宗伊斯蘭教的可汗（他在拔都死前，已經皈依），金帳汗國的伊斯蘭化由此開始。他是由一位名為巴哈兒昔的教士接納入教（有个故事是他在沙莱楚克询问伊斯兰问题）。他改宗的原因包括奪取汗位、經濟因素以及受到境內保加爾人與花剌子模人的影響。外交上他與埃及馬木留克蘇丹國的蘇丹結盟，對抗伊兒汗國。別兒哥與伊兒汗旭烈兀的爭議在於近東與阿塞拜疆的監督權。他還指责过旭烈兀在巴格達之戰屠杀巴格達居民，以及未与其他的成吉思汗宗王们协商就处置了哈里发。1260年，別兒哥及那海入侵波蘭，攻其首都克拉科夫，並在波兰桑多梅日屠殺48名道明会成員，汗國威震東欧。
在大汗蒙哥身故之後的繼任問題上，旭烈兀支持忽必烈為大汗，別兒哥支持阿里不哥，但有認為別兒哥是自己想爭奪汗位。1262年11－12月，两汗国在高加索边境開戰，战场蔓延至呼罗珊、哥疾宁、印度河右岸，互有勝負。同时和察合台汗阿鲁忽作战，不久议和。1265年，继续与旭烈兀的儿子阿八哈作战，他在向高加索進軍的途中死在軍中。
他在國內設清真寺與教育兒童學經的學校。他在首都拔都薩萊外建設別兒哥薩萊作商業中心。別兒哥時代，欽察汗國影響力很大，因此有時欽察草原被稱為別兒哥草原。在埃及有些人視他為馬木留克蘇丹國的宗主，為加強與拜巴爾一世的關係，他曾派一些欽察人與俄羅斯人到埃及從軍。他制定赋税制度：农业取十分之一，马牛羊取百分之一，城镇户口过一千的，派达鲁花赤监治。
1264年，拜巴爾一世要麥地那与开罗、耶路撒冷清真寺在星期五禮拜宣佈，他的名在自己之後。

## 相關資料
- Amitai-Preiss, Reuven. The Mamluk-Ilkhanid War, 1998
- Chambers, James, The Devil's Horsemen: The Mongol Invasion of Europe
- Hildinger, Eric, Warriors of the Steppe: A Military History of Central Asia, 500 B.C. to A.D. 1700
- Morgan, David -- The Mongols, ISBN 0-631-17563-6
- Nicolle, David, -- The Mongol Warlords Brockhampton Press, 1998
- Reagan, Geoffry, The Guinness Book of Decisive Battles , Canopy Books, NY (1992)
- Saunders, J.J. -- The History of the Mongol Conquests, Routledge & Kegan Paul Ltd, 1971, ISBN 0-8122-1766-7
- Soucek, Svatopluk -- A History of Inner Asia, Cambridge, 2000

## 延伸阅读
[在维基数据编辑]
 《新元史/卷106》，出自柯劭忞《新元史》